# Bauerův zámeček
Bauerův zámeček, též známý jako Bauerova rampa, se nachází v místě dnešního areálu brněnské výstaviště. Byl vybudován v polovině 19. století a známým se stal především po přestavbě interiéru podle architekta Adolfa Loose v roce 1925. Je chráněn jako kulturní památka. Není přístupný veřejnosti.

## Historie
Zámeček vznikl nejspíše v polovině 19. století, v místech, kde se již v roce 1815 nacházely hospodářské budovy. Nechal si jej zbudovat velkopodnikatel Moriz Bauer, který zbohatl na těžbě uhlí a později nechal v blízkosti Brna zbudovat cukrovar. Zámeček vlastnil jako své sídlo[zdroj?] a v jeho blízkosti provozoval cukrovar. Získání okolních pozemků, kde se dnes nachází rozsáhlý areál brněnského výstaviště, bylo předmětem těžkých sporů mezi radnicí města Brna a rodinou Bauerů.[kdy?] Okolo zámku a cukrovaru se nacházela i rozsáhlá užitková zahrada.
V roce 1889 nechal vybudovat Bauer jihovýchodně od zámečku i velodrom, který existuje v rámci výstaviště do současné doby.
V roce 1911 se vlastníkem zámečku stal vnuk původního vlastníka Viktor Bauer. Ten se v první polovině 20. let 20. století rozhodl pro přestavbu interiérů zámečku, kterou svěřil Adolfu Loosovi. Ten upravil interiér tak, že jednotlivé sály obložil nazelenalým mramorem cipollino s výraznou kresbou. Nad obkladem se nachází štukové motivy. Přestavěno bylo přízemí (kde vznikla jídelna a společenská místnost) i patro (kde se nacházela ložnice). Loos nejspíše navrhl i přestavbu dalších místností, např. chodby, francouzská okna apod. Ložnici však na přání majitele vybavil nábytkem, který nenese rukopis architektonického stylu, typického pro Loose.
Po druhé světové válce byl zámeček znárodněn původním majitelům na základě Benešových dekretů a přičleněn k areálu brněnského výstaviště. Od roku 1964 je zámeček kulturní památkou. Po nějakou dobu sloužila budova jako restaurace, v současné době především plní roli administrativní budovy.

## Popis
Klasicistní zámeček se nachází v jihozápadní části brněnského výstaviště, naproti pavilonu Y, v blízkosti brněnského velodromu. Objekty zámečku se nachází v ose severozápad-jihovýchod, orientován byl kolmo k příjezdové cestě s alejí, která směřovala k dnešní ulici Hlinky. Jihozápadně v ose budovy směrem k řece Svratce se nacházel rozsáhlý cukrovar. Zámeček tvoří centrální část s širší základnou a jedno křídlo vystupující severně i jižně od ní.